# DREAM PRICE 1000 小林麻美 雨音はショパンの調べ
『DREAM PRICE 1000 小林麻美 雨音はショパンの調べ』（ドリーム プライス せん こばやしあさみ あまおとはショパンのしらべ）は、小林麻美のミニベスト・アルバム。2001年10月11日発売。発売元はSony Music House。規格品番はMHCL-10。

## 解説
ソニー・ミュージックハウス（現ソニー・ミュージックダイレクト）から「新シリーズ【DREAM PRICE 1000】オリジナル・ヒット6曲入りベスト、まさに夢の価格￥1,000で登場!」と喧伝された廉価版ミニ・ベスト“DREAM PRICE 1000”シリーズの1作。本作はCBS・ソニー所属時の楽曲から全6曲を収録している。
通常のCDショップのほか、都心型ターミナル駅コンコースや高速道路内売店などでも販売された。

## 収録曲
1. 雨音はショパンの調べ（4分28秒）[3]
  - 作詞・作曲:GAZEBO・P.L.Gimbini　日本語詞:松任谷由実　編曲:新川博
2. 哀しみのスパイ（4分06秒）
  - 作詞:松任谷由実　作曲: 玉置浩二　編曲: 武部聡志
3. シフォンの囁き（4分21秒）
  - 作詞・作曲:CHRISTIAN Holl　日本語詞:松任谷由実　編曲:松任谷正隆
4. 移りゆく心（4分10秒）
  - 作詞・作曲:松任谷由実　編曲:後藤次利
5. I MISS YOU（5分16秒）
  - 作詞・作曲:松任谷由実　編曲:後藤次利
6. ひき潮（4分10秒）
  - 作詞・作曲:大貫妙子　編曲:井上鑑